# Ignite (mikroprocesszor)
Az IGNITE (korábban ShBoom és PSC 1000) egy verem alapú RISC mikroprocesszor architektúra. Az architektúrát eredetileg a Nanotronics cég fejlesztette, amit később felvásárolt a Patriot Scientific Corporation. Az IGNITE mikroprocesszor egyike annak a nagyon kevés kereskedelmi célú mikroprocesszornak, ami a verem-alapú számítási modellt alkalmazza. Ennek az egyedi architektúrának a célalkalmazásai elsősorban a beágyazott eszközök (az alacsony teljesítményfelvétel miatt) és a verem-alapú virtuális gépek hatékony, hardveres implementációi, mint pl. a Java virtuális gép vagy a Forth programnyelv mögött álló, azt végrehajtó virtuális gép, vagy Postscript értelmező. Sajnálatos módon az IGNITE processzor nem ért el nagy piaci sikereket.

## Jellemzők
A processzor 32 bites RISC-típusú veremszervezésű gép, bájtsorrendje big-endian, 52 általános célú 32 bites regisztere van. A Java bájtkódot könnyedén képes futtatni, mivel utasításai szinte teljesen megfeleltethetők a Java virtuális gép utasításainak. A mikroprocesszor belsőleg két egységből áll, egy mikroprocesszor egységből (Microprocessing Unit, MPU), amely egy kétvermes nulla-operandusú kialakítás, és egy virtuális perifériaegységből (Virtual Peripheral Unit, VPU), amely vezérli az időzítéseket, szinkron adatátvitelt, jelkimeneteket, DRAM-frissítést és emulálja a perifériás eszközöket. A fizikailag címezhető memória mérete 4 GiB, de az eszköz virtuális memória-támogatással is rendelkezik. Megszakítási rendszere 8 szintes, 8 szintes beépített DMA vezérlőt is tartalmaz. 100 kivezetéses TQFP tokozásban forgalmazzák.

## Figyelemre méltó sajátosságok
Szokatlan veremalapú felépítése mellett az IGNITE mikroprocesszor olyan egyéb kiemelkedő jellemzőkkel bír, mint pl. a mikrociklusok az utasításkészletben és a 32 bites utasításszón belül akár 4 utasítás kódolása. (A veremalapú gépek amúgy is nagy kódsűrűséggel rendelkeznek, de ez még erre is rátesz egy lapáttal.)

## Fordítás
Ez a szócikk részben vagy egészben  az   Ignite_(microprocessor) című angol Wikipédia-szócikk ezen változatának fordításán alapul.  Az eredeti cikk szerkesztőit annak laptörténete sorolja fel. Ez a jelzés csupán a megfogalmazás eredetét és a szerzői jogokat jelzi, nem szolgál a cikkben szereplő információk forrásmegjelöléseként.